# Mutvitsa
Mutvitsa (vitryska: Мутвіца) är ett vattendrag i Belarus.   Det ligger i voblasten Homels voblast, i den centrala delen av landet, 220 km söder om huvudstaden Minsk.
I omgivningarna runt Mutvіtsa växer i huvudsak blandskog. Runt Mutvіtsa är det glesbefolkat, med 9 invånare per kvadratkilometer.